# Pimlico

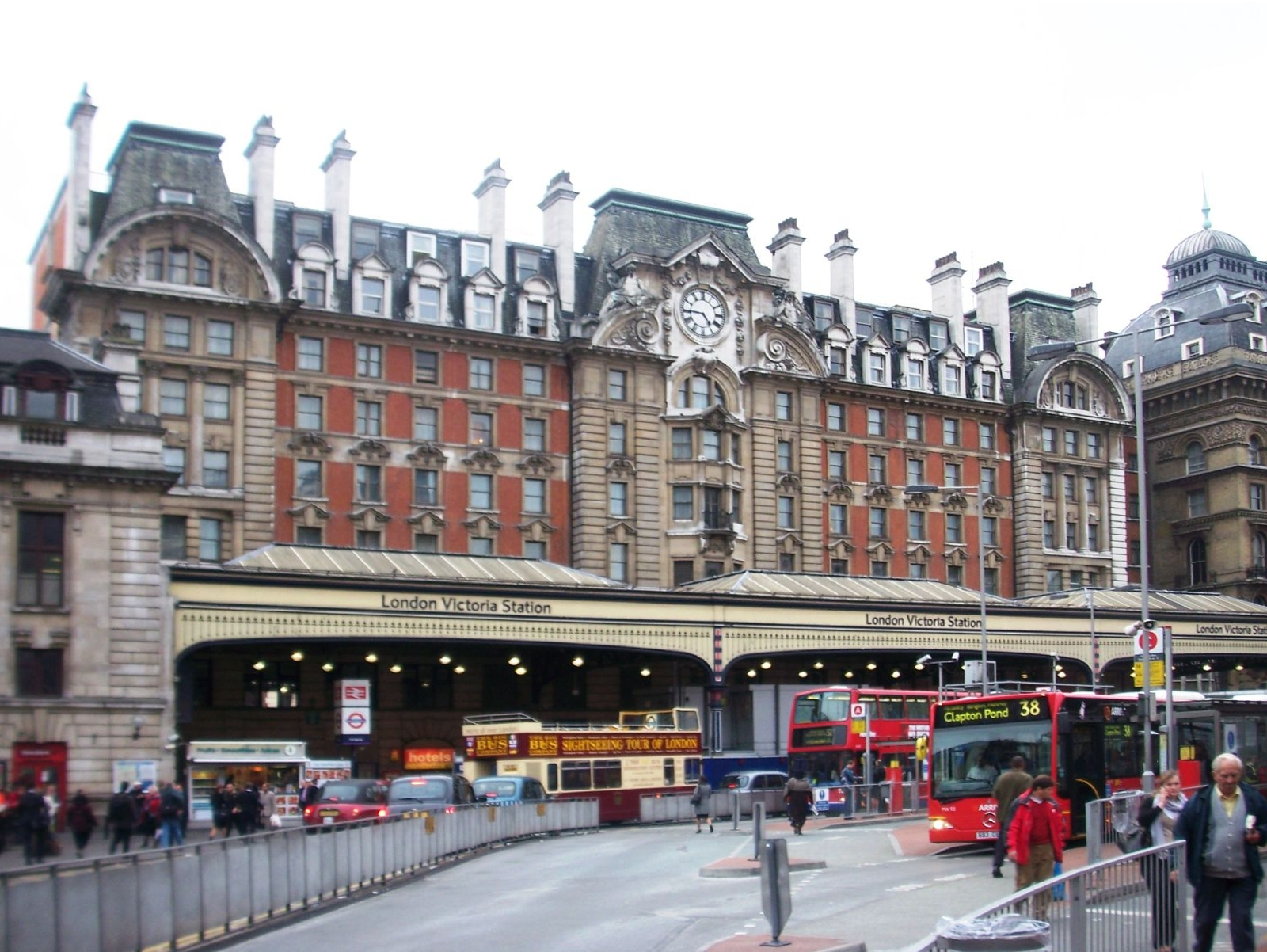
Fachada da Victoria Station

Pimlico é uma região na Cidade de Westminster, na Região de Londres, na Inglaterra. Ao norte encontra-se a movimentada Estação Victoria e, ao sul, o rio Tâmisa.